# Solo (Freddie Mercury)
Solo is een 3-delige verzamelbox van Freddie Mercury (Queen). De box bevat de twee studioalbums van Freddie Mercury (Mr. Bad Guy en Barcelona) en een cd waarop 12 tracks staan die zijn geselecteerd van de 12-delige versie van deze verzamelbox die tevens op hetzelfde moment werd uitgegeven, The Solo Collection.

## Tracklist

### CD 1:Mr. Bad Guy(1985)
1. "Let's Turn It On" – 3:42
2. "Made in Heaven" – 4:05
3. "I Was Born to Love You" – 3:38
4. "Foolin' Around" – 3:29
5. "Your Kind Of Lover" – 3:32
6. "Mr. Bad Guy" – 4:09
7. "Man Made Paradise" – 4:08
8. "There Must Be More to Life Than This" – 3:00
9. "Living on My Own" – 3:23
10. "My Love Is Dangerous" – 3:42
11. "Love Me Like There's No Tomorrow" – 3:46

### CD 2:Barcelona(1988)
1. "Barcelona" – 5:39
2. "La Japonaise" – 4:48
3. "The Fallen Priest" – 5:45
4. "Ensueño" – 4:21
5. "The Golden Boy" – 6:03
6. "Guide Me Home" – 2:49
7. "How Can I Go On" – 3:50
8. "Overture Piccante" – 6:39

### CD 3:Bonus CD
1. "I Can Hear Music" (als Larry Lurex, 1973) – 3:29
2. "Love Kills" (1984) – 4:31
3. "The Great Pretender" (1987) – 3:29
4. "Living on My Own" (Radio Mix, 1993) – 3:38
5. "In My Defence" (Re-edit 2000) – 3:55
6. "Time" (Re-edit 2000) – 4:02
7. "Love Kills" (Rock Mix) – 4:27